# Matthias Rott
Matthias Rott (* 19. Februar 1974 in Bernau bei Berlin) ist ein deutscher Schauspieler.

## Leben
Matthias Rott wuchs in Brandenburg und Berlin auf und absolvierte zunächst eine Ausbildung zum Konstruktionsmechaniker. Bereits im Alter von 17 Jahren spielte er im Jugendclub der Berliner Volksbühne, später folgte sein Schauspiel-Studium von 1996 bis 2000 an der Felix-Mendelssohn-Bartholdy-Schule in Leipzig, das er im Jahr 2000 mit dem Diplom abschloss. Erste Engagements führten ihn ans Staatstheater Darmstadt, ans Volkstheater Rostocke, an das Staatstheater Karlsruhe und an das Heidelberger Theater, wo er nicht nur als Schauspieler engagiert war, sondern auch inszenierte.
Seit 2011 lebt er freischaffend in Heidelberge und ist besonders der freien Theaterszene verbunden. Seine Produktionen führten ihn an Schweizer Theater, nach Lichtenstein und zu den Kulturtagen Au, welche auf der Halbinsel am Zürichsee stattfanden. Daneben trat er in diversen Film- und TV-Produktion auf, z. B. im Tatort und der Soko Stuttgart. Für seine Rolle im Kinofilm Puya des Heidelberger Regisseurs Shabaz Noushir wurde er für den Best supporting actor award beim Internationalen Film Festival in London nominiert.

## Auszeichnungen
- 2018  IFF London, Best Supporting Actor in a Foreign Language Film (Nominierung) in Puya – im Kreis der Zeit
- 2013: IFFCA Los Angeles, Excellence in Acting Shortfilm für Entschleunigt gewonnen Entschleunigt
- Matthias Rott und das Ensemble wurden 1999 mit dem Vontobel-Preis beim Schauspielschultreffen in Rostock für Cymbelin ausgezeichnet.

## Filmografie (Auswahl)
- 1996: Not A Love Song (Kino)
- 1998: Tatort
- 2001: Freier Fall
- 2002: Balko
- 2002: Alles Nach Plan
- 2003: Die Tagträumerin und der Tagedieb
- 2003: Der Typ
- 2003: Großstadtrevier
- 2003: Liebe Süß Sauer
- 2004: Hinter Gittern (Episodenrolle)
- 2005: Verliebt in Berlin (SAT.1-Telenovela)
- 2005: Blind Date (Kurzfilm)
- 2006: Außen Stadt Nacht
- 2007: Einladung (Hamburg Media School)
- 2007: Notruf Hafenkante – Erschütterungen (ZDF)
- 2008: Anker Werfen (Hamburg Media School; HR)
- 2008: Die Rote Kapelle (B&B Brothers)
- 2008: Um ein Haar (Kurzfilm)
- 2011: Entschleunigt (Kurzfilm)
- 2013: Der Staatsanwalt (Freund und Helfer)
- 2013: Ein todsicherer Plan (TV-Film, ARD, SWR)
- 2013: Verständlicherweise ein Missverständnis (Kurzfilm)
- 2018: Tatort: Vom Himmel hoch
- 2018: SOKO Stuttgart – Kollateralschaden

## Synchronisation
- 2018/19 Synchron für die Rolle des Ajay in "Badho Bahu"
- 2017 Kein Fenster, eine Tür / SWR 2
- 2001: Mozart trifft Haydn
- 2003: Reemis für Sekunden